# نروجین اپیک
نروجین اپیک (به انگلیسی: Norwegian Epic) یک کشتی است که طول آن ۳۲۹٫۴۵ متر (۱٬۰۸۱ فوت) می‌باشد. این کشتی در سال ۲۰۱۰ ساخته شد.